# Ofra Zimbalista
Ofra Zimbalista (hebräisch עפרה צימבליסטה; * 1939 in Tel Aviv; † 22. Juni 2014 ebenda) war eine israelische Bildhauerin.

## Leben

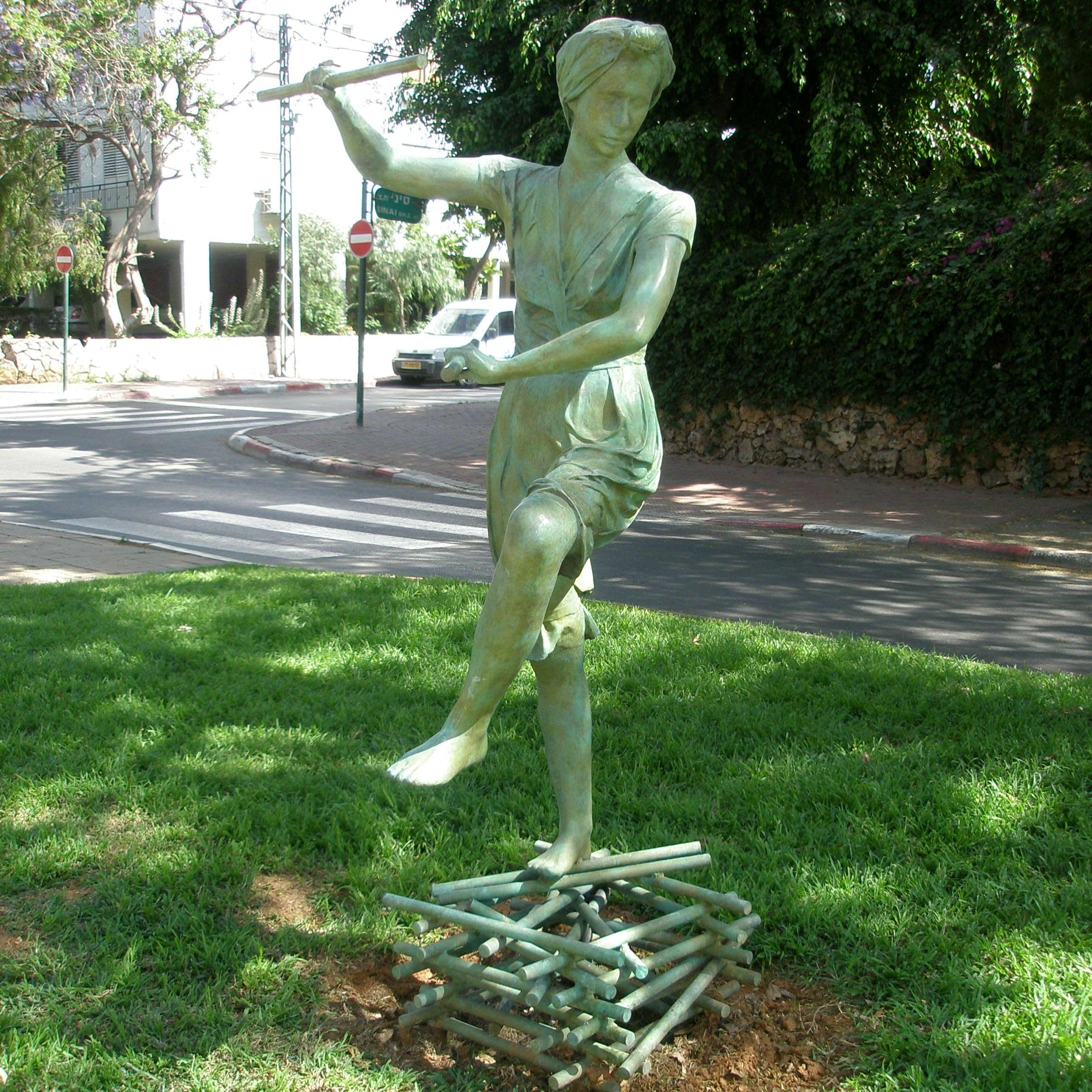

Ofra Zimbalista lebte in Kiryat Ono und arbeitete als examinierte Krankenschwester in verschiedenen Krankenhäusern. Sie studierte von 1971 bis 1975 Lithografie, Radierung und Siebdruck an der Kalisher Art Academy in Tel-Aviv und fertigte menschengroße Figuren aus Aluminium und Bronze, die oft akrobatischen Aktivitäten zeigen. Zimbalista hat an verschiedenen Orten in Europa und Israel ausgestellt.
Ofra Zimbalista starb am 22. Juni 2014 in Tel Aviv. Sie hinterließ ihren Ehemann und zwei Söhne, von denen Chen Zimbalista als Musiker und Dirigent bekannt ist.

## Werk

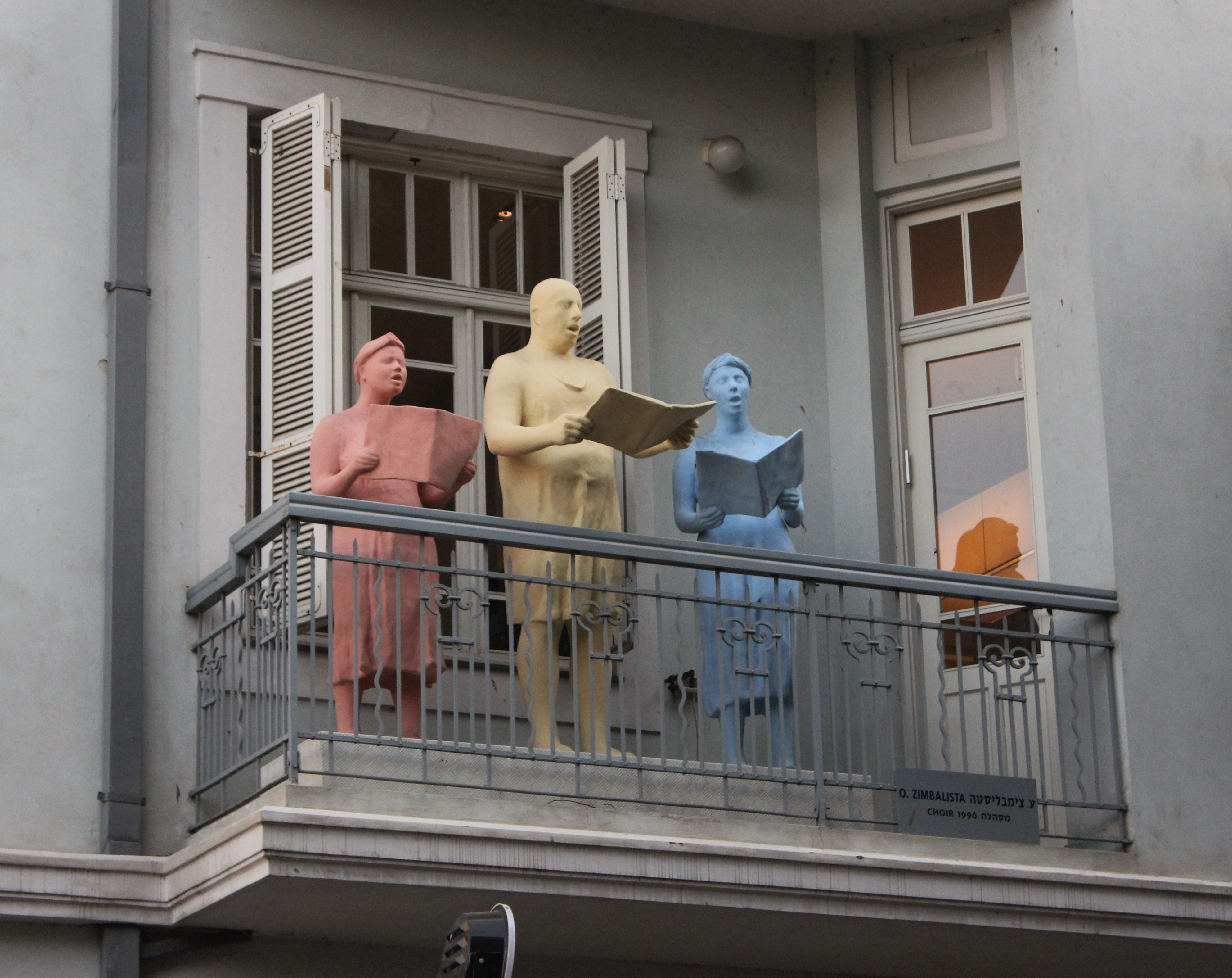
„The Choir“, 1996

Ofra Zimbalista präsentierte sich gemeinsam mit den Dichterinnen Yona Wallach und Agi Mishol und platzierte Skulpturen an prominenten Stellen im öffentlichen Raum.
1984 fand in der Sara Levy Gallery in Tel Aviv eine gemeinsame Ausstellung mit Yona Wallach statt, in der sie Recyclingpapier präsentierten, das Zimbalista von Hand herstellte und auf das Wallach Gedichte schrieb. Ihre Skulpturen wurden an prominenten Stellen im öffentlichen Raum aufgestellt, unter anderem auf dem Balkon eines Gebäudes am Rothschild-Boulevard in Tel Aviv, wo sie die Skulptur „Choir“ von 1996, bestehend aus drei in Rot, Gelb und Blau bemalten menschlichen Figuren, platzierte, die für Passanten den Eindruck erwecken, zu singen. Eine ähnliche Skulptur, bestehend aus vier singenden verschiedenfarbigen menschlichen Figuren, steht seit 2000 auf dem Rathausbalkon der Gemeinde Steinhagen im Kreis Gütersloh und symbolisiert, dass Kunst und Kultur die Völker der Welt verbindet. Im Jahr 2012 installierte Zimbalista eine Außeninstallation im Künstlerhaus in Tel Aviv unter dem Titel „Protected Space“, die 11 Gussskulpturen von grau bemalten Männer- und Frauenfiguren umfasste. 2002 präsentierte sie die Ausstellung „Beyond Blue“ im Tower of David Museum in Jerusalem, die 30 Skulpturen von menschlichen Körpern in Blau umfasste.

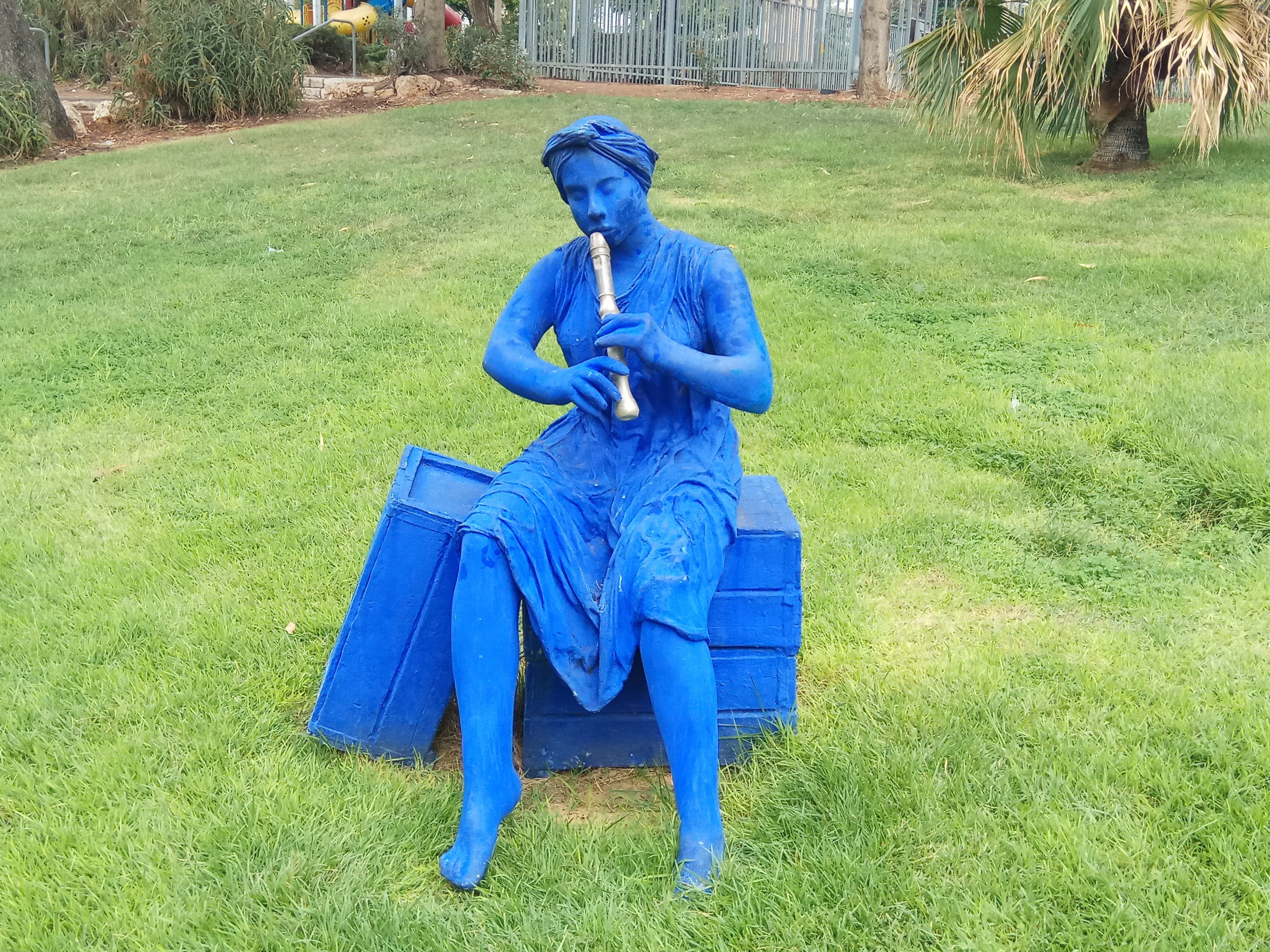
„It's Me Story Garden“

Die Kuratorin Tami Katz-Freiman schrieb im Ausstellungskatalog der Ausstellung „Blue Garden“, die im Jahr 2000 im Open Museum im Industrial Park in Omer stattfand:

„Es besteht kein Zweifel, dass vor uns ein absurdes Spektakel in einem Akt ist – eine melancholische Allegorie über den Zustand des Menschen und seine sinnlosen sisyphäischen Bemühungen. Jede Skulptur ist ein Gleichnis und für alle sind Rollenspieler. Die Verbindungen, die in der Vergangenheit zwischen Zimbalistas Werk und Theatertexten von Beckett, Ionesco, Kafka und Hanoch Levin hergestellt wurden, sind selbstverständlich offensichtlich. Die Skulpturen scheinen sich in einem meditativen Zustand der Halluzination oder des Traums zu befinden, aber ihre geistlosen Handlungen sind leicht erkennbar.“

## Ausstellungen (Auswahl)
- 1999: Kunsthalle Schwaben, Hofen
- 1992: Kunstgalerie Tova Osman, Tel Aviv
- 1993: The Seventh Feast. Museum of Israeli Art, Ramat Gan
- 2000: Blue Garden. Open Museum, Omer Industrial Park, Omer
- 2002: Beyond the Blue. The Tower of David Museum of the History of Jerusalem, Jerusalem
- 2006: Now Works. Kunstgalerie Gal On, Tel Aviv
- 2007: Sculpture as Theatre. MüvészetMalom (KunstMühle), Szentendre, Ungarn
- 2011: Written on Cloth. Office in Tel Aviv Gallery, Tel Aviv
- 2012: Protected Space. Zaritsky Artists House, Tel Aviv
- 2016: The Grand Spectacle. Tefen Open Museum, Tefen-Skulpturengarten[4]